# 章忱
章忱（1434年—？），字景恂，浙江紹興府會稽縣人，民籍，明朝政治人物。

## 生平
早年出身國子生。成化四年（1468年）戊子科浙江鄉試第四十七名舉人，十四年（1478年）戊戌科進士，历任临城縣知縣，興水利，重文教，政績卓著。升太僕寺寺丞。

## 家族
曾祖父章昇，贈禮部右侍郎。祖父章敏。父亲章珙。母徐氏。永感下。